# Lijst van rijksmonumenten in Nieuwolda
Nieuwolda telt 13 inschrijvingen in het rijksmonumentenregister. Hieronder een overzicht.
| Object                                                                             | Oorspronkelijke functie? | Bouwjaar                                               | Architect          | Locatie              | Coördinaten?                  | Nr.?   | Afbeelding                                       |
| ---------------------------------------------------------------------------------- | ------------------------ | ------------------------------------------------------ | ------------------ | -------------------- | ----------------------------- | ------ | ------------------------------------------------ |
| De Blinke                                                                          | Boerderij                | 1876                                                   |                    | Hoofdweg Oost 1      | 53° 14' 52" NB, 6° 59' 8" OL  | 30559  | Meer afbeeldingen                                |
| Boerderij van het late Oldambtster type met dwars gebouwd voorhuis                 | Boerderij                |                                                        |                    | Hoofdweg Oost 22     | 53° 14' 53" NB, 7° 0' 31" OL  | 30560  | Meer afbeeldingen                                |
| Rienkesheerd                                                                       | Boerderij                | 1717 (oudste delen)                                    |                    | Hoofdweg West 21     | 53° 13' 46" NB, 6° 57' 34" OL | 30561  | Rienkesheerd                                     |
| Boerderij van het Oldambtster type met tuitgevel en drie series zaadzoldervensters | Boerderij                | 1806                                                   |                    | Hoofdweg West 27     | 53° 13' 51" NB, 6° 57' 42" OL | 30562  | Upload foto                                      |
| De Bree                                                                            | Boerderij                | 1789 (schuur) 1839 (voorhuis)                          |                    | Kerkelaan 1          | 53° 14' 47" NB, 6° 59' 11" OL | 30563  | Meer afbeeldingen                                |
| Hervormde kerk en toren                                                            | Kerk en kerkonderdeel    | 1718 (kerk) 1765 (toren) 1904 (rest.) 1976-'78 (rest.) | C.H. Peters (1904) | Kerksingel 1         | 53° 14' 38" NB, 6° 58' 24" OL | 30564  | Meer afbeeldingen                                |
| Boerderij van het oudste Oldambtster type met inrit aan de voorzijde               | Boerderij                | 1771                                                   |                    | Langeweg 2           | 53° 14' 57" NB, 7° 0' 54" OL  | 30565  | Meer afbeeldingen                                |
| Dwarshuisboerderij                                                                 | Boerderij                | ca. 1750 (schuur) 1905 (voorhuis)                      |                    | Hoofdweg West 25     | 53° 13' 49" NB, 6° 57' 40" OL | 522097 | Dwarshuisboerderij                               |
| Dwarshuisboerderij, bijschuur                                                      | Boerderij                | ca. 1943                                               |                    | bij Hoofdweg West 25 | 53° 13' 49" NB, 6° 57' 40" OL | 522098 | Upload foto                                      |
| Rentenierswoning met oudere aangebouwde schuur                                     | Woonhuis                 | 1930                                                   | E. Rozema          | Hoofdstraat 113      | 53° 14' 51" NB, 6° 58' 59" OL | 522108 | Rentenierswoning met oudere aangebouwde schuur   |
| Renteniersvilla met aangebouwd koetshuis en tuin                                   | Woonhuis                 | 1908                                                   | W. Snater          | Hoofdweg Oost 28     | 53° 14' 55" NB, 7° 0' 45" OL  | 522111 | Renteniersvilla met aangebouwd koetshuis en tuin |
| Transformatorhuisje (De Kamp 4100)                                                 | Nutsbedrijf              | ca. 1925                                               |                    | Hoofdweg Oost 15 A   | 53° 14' 53" NB, 6° 59' 48" OL | 522113 | Transformatorhuisje(De Kamp 4100)                |
| Transformatorhuisje (Hamrik 4107)                                                  | Nutsbedrijf              | ca. 1925                                               |                    | Hoofdweg Oost 34     | 53° 15' 5" NB, 7° 1' 12" OL   | 522118 | Transformatorhuisje(Hamrik 4107)                 |